# Barnards Pfeilstern
Barnards Pfeilstern (oder Barnards Stern) ist ein kleiner Stern im Sternbild Schlangenträger. Mit einer Entfernung von etwa 6 Lichtjahren ist er unter den bekannten Sternen der dem Sonnensystem viertnächste. Nur die drei Komponenten des α-Centauri-Systems liegen näher. Der Pfeilstern ist ein Roter Zwerg mit Spektraltyp M4 und scheinbarer Helligkeit 9,54 mag, so dass er trotz seiner Nähe zu schwach leuchtet, um ohne Teleskop oder ein starkes Prismenfernglas beobachtet werden zu können. Er liegt nahe dem Stern 66 Oph. 

## Benennung und Bewegung

Animation der Bewegung über neun Jahre.
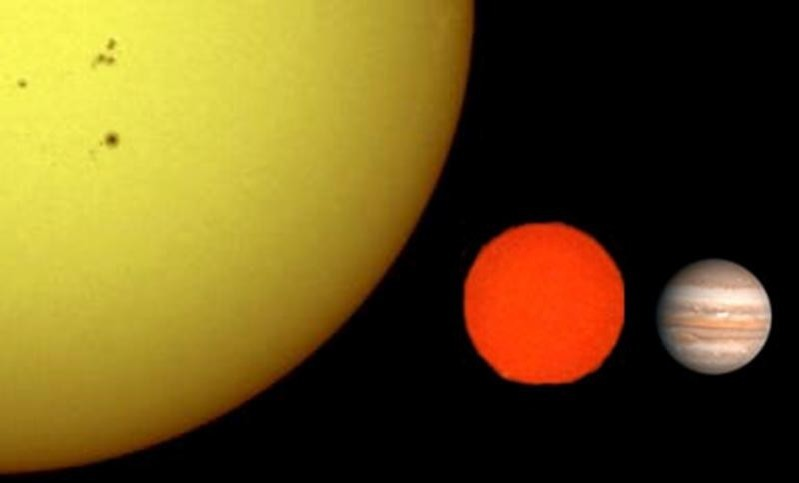
Größenvergleich zur Sonne und zum Jupiter

Barnards Pfeilstern weist eine Eigenbewegung von 10,4 Bogensekunden pro Jahr auf, so dass er am Himmel in ca. 180 Jahren eine dem scheinbaren Monddurchmesser entsprechende Distanz zurücklegt. Das ist die derzeit größte bekannte Eigenbewegung eines Sterns. Seinen Namen verdankt er der Tatsache, dass diese große Eigenbewegung 1916 von dem Astronomen Edward Emerson Barnard entdeckt wurde. Sterne, deren Himmelsposition sich auffallend rasch verschiebt, werden als Schnellläufer bezeichnet. Zuvor hatte Kapteyns Stern im Pictor (Südhimmel) die größte bekannte Eigenbewegung aller Sterne aufgewiesen.
Die relative Geschwindigkeit von Barnards Pfeilstern zum Sonnensystem beträgt rund 143 Kilometer pro Sekunde. Wie schnell sich Barnards Stern bewegt, verdeutlicht die dargestellte Animation über einen Zeitraum von neun Jahren. In den nächsten Jahrtausenden wird er von seiner jetzigen Position im Norden des Sternbilds Schlangenträger in das Sternbild Herkules wandern. Bis zum Jahr 11.800 n. Chr. wird er sich der Sonne bis auf 3,8 Lichtjahre nähern und damit in größerer Nähe zur Erde als heute Proxima Centauri befinden. Zu diesem Zeitpunkt wird er auch am Himmel um etwa eine Größenklasse heller strahlen als heute. Danach wird er sich wieder entfernen.
Barnards Pfeilstern scheint relativ alt zu sein; sein Alter wird auf 11–12 Milliarden Jahre geschätzt, mehr als das doppelte Alter der Sonne. Er dreht sich relativ langsam um seine Achse; seine Rotationsperiode beträgt etwa 130 Tage. Aufgrund seines hohen Alters war es für die Astronomen überraschend, dass am 17. Juli 1998 auf seiner Oberfläche die Eruption eines Flares beobachtbar war, wie Diane Paulson und deren Kollegen vom Goddard Space Flight Center der NASA berichteten. Diese Aktivität wurde auch durch damals beobachtete Änderungen im Emissionsspektrum des Sterns nahegelegt. Die Temperatur der Flare-Zone war mit mindestens 8000 Kelvin wesentlich höher als die gewöhnliche Oberflächentemperatur des Sterns von etwa 3100 Kelvin.

## Mögliche Planeten
Im Jahre 1938 begann man am Sproul-Observatorium eine Serie von Photoplatten von Barnards Pfeilstern zu erstellen, um seine Parallaxe und säkulare Beschleunigung genauer zu messen, sowie nach potenziellen Begleitern des Sterns zu suchen. Von 1963 an akzeptierte eine große Zahl von Astronomen für viele Jahre die Behauptung von Peter van de Kamp, dass er eine Störung in der Eigenbewegung des Pfeilsterns entdeckt habe, als Folge davon, dass der Stern von Planeten mit einer dem Jupiter vergleichbaren Masse umkreist werde. Diese würden durch ihre gravitative Wirkung auf den massenarmen Stern dessen Bahnstörungen hervorrufen. Nachdem van de Kamp zunächst die vermeintlichen periodischen Schwingungen der Eigenbewegung von Barnards Pfeilstern mit der Existenz eines über 1,7 Jupitermassen verfügenden Planeten erklären wollte, der für einen Umlauf um den Stern 24 Jahre benötige, ging er später (1969) von zwei planetaren Begleitern aus. Der erste besitze 0,8 Jupitermassen und umkreise den Stern alle 12 Jahre in einer Entfernung von 2,8 Astronomischen Einheiten (AE); der zweite habe 1,1 Jupitermassen und bewege sich auf einem fast kreisförmigen Orbit in einem Abstand von 4,7 AE mit einer Umlaufperiode von 26 Jahren um sein Zentralgestirn.
George Gatewood konnte den oder die Planeten bei Messungen am Allegheny Observatory (bis 1973) jedoch nicht nachweisen. Heinrich Eichhorn von der University of South Florida gelang dies bei seinen Langzeitbeobachtungen des Sterns ebenfalls nicht. Trotzdem hielt sich die Theorie von Planeten um Barnards Pfeilstern weiter bis in die 1980er Jahre, bis van de Kamps Behauptung allgemein als fehlerhaft angesehen wurde. Der Grund für die Fehlerhaftigkeit der Ergebnisse van de Kamps waren zunächst unerkannte Fehler am benutzten Messinstrument. Van de Kamp selbst, der 1995 starb, räumte nie Beobachtungsfehler ein und veröffentlichte noch 1982 Studien, welche die Existenz zweier Planeten um Barnards Pfeilstern untermauern sollten. Wulff-Dieter Heintz, der Nachfolger van de Kamps am Swarthmore College und Experte auf dem Gebiet der Doppelsterne, stellte die Behauptungen seines Vorgängers in Frage und publizierte ab 1976 entsprechend kritische Stellungnahmen. Wegen dieses Disputs soll eine Entfremdung zwischen den beiden Wissenschaftlern eingetreten sein.
Solange die Behauptung van de Kamps anerkannt war, trug sie zur Berühmtheit des Sterns in der Science-Fiction-Gemeinde bei; sie ist zum Beispiel Teil der Handlung der Fernsehserie Mondbasis Alpha 1. Sie ließ Barnards Pfeilstern auch als aussichtsreiches Ziel für das Projekt Daedalus, die Planung einer interstellaren Raumsonde, erscheinen.
Im November 2018 wurde aus einer Analyse von über 20 Jahre hinweg erfassten Radialgeschwindigkeitsdaten, die Forscher vom Institut für Astrophysik an der Georg-August-Universität Göttingen gemeinsam mit einem internationalen Forscherteam vorgenommen hatten, auf einen möglichen Exoplaneten „Barnard’s Star b“ geschlossen. Es sei eine Supererde mit einer Mindestmasse von 3,2 Erdmassen, die den Stern in einem Abstand von 0,4 Astronomischen Einheiten innerhalb von 233 Tagen umrunde. Die Autoren der Veröffentlichung sind „zu 99 % zuversichtlich, dass der Planet da ist.“ Möglicherweise kann der Planet mit der astrometrischen Methode (Feststellung der Bewegung des Sterns um den gemeinsamen Schwerpunkt) anhand der mit der Gaia-Mission gewonnenen Daten bestätigt werden, auch eine optische Beobachtung mit den in den 2020er Jahren fertigzustellenden Großteleskopen erscheint möglich. Studien der Jahre 2021 und 2022 kamen zum Schluss, dass das Signal wohl durch Sternaktivität verursacht wurde.
Im Jahr 2024 wurde eine Studie vom VLT der Europäischen Südsternwarte ESO veröffentlicht. Sie kommt zu dem Schluss, dass ein Planet (b) mit der Hälfte der Masse der Venus existiert und 3,15 Tage für ein Orbit um den Stern benötigt. Die Oberflächentemperatur liegt demnach bei 125 Grad Celsius. Die Studie konnte keine Hinweise auf den Kandidaten bei Umlaufdauer 233 Tage finden, dafür aber drei weitere Kandidaten mit Umlaufdauern kürzer als 10 Tage.
Diese wurden von einer unabhängigen Folgestudie im März 2025 bestätigt. Demnach umkreist ein Planet (d) mit einem Viertel der Erdmasse als Innerster Barnard's Stern, für seinen Orbit benötigt er 2,34 Tage. 2 weitere Planeten (c und e) mit 1/3 und 1/5 der Erdmasse umkreisen den Stern außerhalb der Bahn des 2024 erkannten Planeten. Sie benötigen für ihren Orbit 4,12 bzw. 6,74 Tage.
| Planet (Reihenfolge vom Stern aus) | Entdeckt | Masse (M sin i)) (Erdmassen) | Große Halbachse der Bahn (AU) | Umlaufzeit (Tage) | Exzentrizität   | Gleichgewichts- temperatur (Kelvin) |
| ---------------------------------- | -------- | ---------------------------- | ----------------------------- | ----------------- | --------------- | ----------------------------------- |
| d                                  | 2025     | 0,263 ± 0,024                | 0,0188                        | 2,34              | 0,04 +0,05−0,03 | 483                                 |
| b                                  | 2024     | 0,299 ± 0,026                | 0,0229                        | 3,15              | 0,03 +0,03−0,02 | 438                                 |
| c                                  | 2025     | 0,335 ± 0,030                | 0,0274                        | 4,12              | 0,08 +0,06−0,05 | 400                                 |
| e                                  | 2025     | 0,193 ± 0,033                | 0,0381                        | 6,74              | 0,04 +0,03−0,04 | 340                                 |